# Tony Awards 2007
Die Verleihung des Tony Award 2007 fand am 10. Juni 2007 in der Radio City Music Hall in New York City statt. Es waren die 61st Annual American Theatre Wing’s Tony Awards. Im Jahr der Auszeichnung werden immer Theaterstücke/Musicals der vergangenen Saison ausgezeichnet, in diesem Fall also von 2006/2007. Cut-Off-Datum war der 9. Mai, das heißt für eine Nominierung musste die betreffende Show vor oder an diesem Tag am Broadway eröffnet haben.

## Gewinner und Nominierte

### Theaterstücke
| Meiste Tonys         | The Coast of Utopia (7 Tonys)          |
| Meiste Nominierungen | The Coast of Utopia (10 Nominierungen) |

| Kategorie                                | Preisträger                                                                                        | Theaterstück                  | Nominierungen |
| Bestes Theaterstück                      | Autor:Tom Stoppard Produzenten: Lincoln Center Theater, Andre Bishop, Bernard Gersten & Bob Boyett | The Coast of Utopia           | Frost/Nixon von Peter Morgan The Little Dog Laughed von Douglas Carter Beane Radio Golf von August Wilson                                              |
| Beste Wiederaufnahme eines Theaterstücks | | Journey’s End                 | Inherit the Wind Talk Radio Translations |
| Bestes Theaterevent                      | | Jay Johnson: The Two and Only | Kiki & Herb Alive on Broadway |
| Bester Hauptdarsteller                   | Frank Langella                                                                                     | Frost/Nixon                   | Boyd Gaines für Journey’s End Brían F. O’Byrne für The Coast of Utopia Christopher Plummer für Inherit the Wind Liev Schreiber für Talk Radio          |
| Beste Hauptdarstellerin                  | Julie White                                                                                        | The Little Dog Laughed        | Eve Best für A Moon for the Misbegotten Swoosie Kurtz für Heartbreak House Angela Lansbury für Deuce Vanessa Redgrave für The Year of Magical Thinking |
| Bester Nebendarsteller                   | Billy Crudup                                                                                       | The Coast of Utopia           | Anthony Chisholm für Radio Golf Ethan Hawke für The Coast of Utopia John Earl Jelks für Radio Golf Stark Sands für Journey’s End                       |
| Beste Nebendarstellerin                  | Jennifer Ehle                                                                                      | The Coast of Utopia           | Xanthe Elbrick für Coram Boy Dana Ivey für Butley Jan Maxwell für Coram Boy Martha Plimpton für The Coast of Utopia                                    |
| Beste Theaterregie                       | Jack O’Brien                                                                                       | The Coast of Utopia           | Michael Grandage für Frost/Nixon David Grindley für Journey’s End Melly Still für Coram Boy                                                            |
| Bestes Bühnenbild                        | Bob Crowley Scott Pask                                                                             | The Coast of Utopia           | Jonathan Fensom für Journey’s End David Gallo für Radio Golf Ti Green und Melly Still für Coram Boy                                                    |
| Beste Kostüme                            | Catherine Zuber                                                                                    | The Coast of Utopia           | Ti Green und Melly Still für Coram Boy Jane Greenwood für Heartbreack House Santo Loquasto für Inherit the Wind                                        |
| Bestes Lichtdesign                       | Brian MacDevitt Kenneth Posner Natasha Katz                                                        | The Coast of Utopia           | Paule Constable für Coram Boy Brian MacDevitt für Inherit the Wind Jason Taylor für Journey’s End                                                      |
| Tony Honors for Excellence in Theatre    | Gemze De Lappe                                                                                     |                               | |
| Tony Honors for Excellence in Theatre    | Alyce Gilbert                                                                                      |                               | |
| Tony Honors for Excellence in Theatre    | Neil A. Mazzella                                                                                   |                               | |
| Tony Honors for Excellence in Theatre    | Seymour 'Red' Press                                                                                |                               | |
| Regional Theatre Tony Award              | Alliance Theatre in Atlanta                                                                        |                               | |

### Musicals
| Meiste Tonys (Musical)         | Spring Awakening (8 Tonys)          |
| Meiste Nominierungen (Musical) | Spring Awakening (11 Nominierungen) |

| Kategorie                           | Preisträger                            | Musical          | Nominierungen |
| Bestes Musical                      |                                        | Spring Awakening | Curtains Grey Gardens Mary Poppins |
| Bestes Musicallibretto              | Steven Sater                           | Spring Awakening | Heather Hach für Legally Blonde – The Musical Rupert Holmes und Peter Stone für Curtains Doug Wright für Grey Gardens |
| Beste Originalmusik                 | Musik: Duncan Sheik Text: Steven Sater | Spring Awakening | Musik: Scott Frankel, Text: Michael Korie für Grey Gardens Musik: John Kander, Text: Fred Ebb, John Kander und Rupert Holmes für Curtains Musik & Text: Laurence O’Keefe und Nell Benjamin für Legally Blonde – The Musical |
| Beste Wiederaufnahme eines Musicals |                                        | Company          | The Apple Tree A Chorus Line 110 in the Shade |
| Bester Hauptdarsteller              | David Hyde Pierce                      | Curtains         | Michael Cerveris für LoveMusik Raúl Esparza für Company Jonathan Groff für Spring Awakening Gavin Lee für Mary Poppins |
| Beste Hauptdarstellerin             | Christine Ebersole                     | Grey Gardens     | Laura Bell Bundy für Legally Blonde – The Musical Audra McDonald für 110 in the Shade Debra Monk für Curtains Donna Murphy für LoveMusik                                                                                    |
| Bester Nebendarsteller              | John Gallagher Jr.                     | Spring Awakening | Brooks Ashmanskas für Martin Short: Fame Becomes Me Christian Borle für Legally Blonde – The Musical John Cullum für 110 in the Shade David Pittu für LoveMusik                                                             |
| Beste Nebendarstellerin             | Mary Louise Wilson                     | Grey Gardens     | Charlotte d’Amboise für A Chorus Line Rebecca Luker für Mary Poppins Orfeh für Legally Blonde – The Musical Karen Ziemba für Curtains                                                                                       |
| Beste Musicalregie                  | Michael Mayer                          | Spring Awakening | John Doyle für Company Scott Ellis für Curtains Michael Greif für GRey Gardens |
| Beste Choreographie                 | Bill T. Jones                          | Spring Awakening | Rob Ashford für Curtains Matthew Bourne und Stephen Mear für Mary Poppins Jerry Mitchell für Legally Blonde – The Musical                                                                                                   |
| Beste Orchestrierung                | Duncan Sheik                           | Spring Awakening | Bruce Coughlin für Grey Gardens Jonathan Tunick für LoveMusik Jonathan Tunick für 110 in the Shade |
| Bestes Bühnenbild                   | Bob Crowley                            | Mary Poppins     | Christine Jones für Spring Awakening Anna Louizos für High Fidelity Allen Moyer für Grey Gardens |
| Beste Kostüme                       | William Ivey Long                      | Grey Gardens     | Gregg Barnes für Legally Blonde – The Musical Bob Crowley für Mary Poppins Susan Hilferty für Spring Awakening |
| Bestes Lichtdesign                  | Kevin Adams                            | Spring Awakening | Christopher Akerlind für 110 in the Shade Howard Harrison für Mary Poppins Peter Kaczorowski für Grey Gardens |